# Green Seasoning
Green Seasoning ist eine Würzsauce der trinidadischen Küche und eine zentrale Komponente des Imbissgerichts Bake and Shark.

## Beschreibung
Die geschmacklich herausstechende Zutat des Green Seasonings ist langer Koriander. Die weiteren verwendeten Kräuter sind Schnittlauch, Thymian, Oregano, Petersilie und Knoblauch. In Paramin, dem in der Northern Range gelegenen Zentrum der Gewürzproduktion Trinidads, hat sich eine Variante durchgesetzt, der zusätzlich Schalotten, Zwiebeln, Essig, Speisesalz und Pfeffer beigemengt werden.

## Zubereitung
Die frischen Kräuter werden in einem Mixer zu einer Paste zerkleinert.